# 방주환
방주환(1989년 1월 7일 ~ )은 대한민국의 배우이다.

## 학력
- 성균관대학교 연기예술학과 학사

## 출연작

### 영화
- 《천사는 바이러스》 (2021년) - 경찰 2 / 기자 2 역
- 《코》 (2019년)
- 《전 부치러 왔습니다》 (2019년) - 성훈 역
- 《미란씨》 (2018년) - 동우 역
- 《차이니즈 봉봉(북경편)》 (2018년)
- 《불안》 (2018년)
- 《홈》 (2018년) - 동사무소 직원 역
- 《기밀》 (2017년) - 준태 역
- 《별이 빛나는 밤에》 (2016년) - 이정석 역
- 《조명가게》 (2016년) - 조명가게남 역
- 《예그리나 지키기》 (2016년) - 기용 역
- 《헤어지기 위해 만나는 방법》 (2014년) - 대진 역
- 《흐트러진 흐트러짐》 (2012년) - 태화 역

### 드라마
- 《사장님을 잠금해제》 (2022년~2023년, ENA) - 노위제 역
- 《디 엠파이어 : 법의 제국》 (2022년, JTBC) - 유현 역
- 《인형의 집》 (2018년, KBS2)
- 《최악의 요리대결》 (2017년, 웹드라마) - 왕지호 역
- 《파수꾼》 (2017년, MBC) - 최유철 역
- 《중립적인 사람들》 (2017년, 웹드라마) - 선재 역
- 《차이니즈 봉봉》 (2017년, 웹드라마) - 동완 역
- 《아름다운 그대에게》 (2012년, SBS)

### 광고
- 《민병철유폰》
- 《구글플레이》
- 《유한양행》
- 《현대백화점》
- 《디네앙블랑》